# Leszczinowka (obwód kurski)
Leszczinowka (ros. Лещиновка) – wieś (ros. деревня, trb. dieriewnia) w zachodniej Rosji, w sielsowiecie zwannowskim rejonu głuszkowskiego w obwodzie kurskim.

## Geografia
Miejscowość położona jest w pobliżu rzeki Sejm, 4 km od centrum administracyjnego sielsowietu zwannowskiego (Zwannoje), 11,5 km od centrum administracyjnego rejonu (Głuszkowo), 120 km od Kurska.
W granicach miejscowości znajdują się ulice: Ługowaja, Sadowaja i Szkolnaja.

## Historia
Do roku 2010 Leszczinowka była centrum administracyjnym sielsowietu leszczinowskiego, który w tymże roku wszedł w skład sielsowietu zwannowskiego.

## Demografia
W 2010 r. miejscowość zamieszkiwało 199 osób.